# Sextus Cocceius Severianus
Sextus Cocceius Severianus est un homme politique de l'Empire romain, du milieu du IIe siècle, actif sous le règne de l'empereur Antonin le Pieux.

## Biographie et fonctions
Il est membre de la gens plébeienne des Cocceii.
En 144, il est légat prétorien de la province romaine d'Arabie pétrée.
À la fin de l'année 147, il est consul suffect, d'abord avec Tiberius Licinius Cassius Cassianus, puis, après la mort de ce dernier, avec Gaius Popilius Carus Pedo.
Entre 161 et 169, mais probablement avant 163, Sextus Cocceius Severianus est nommé proconsul de la province d'Afrique proconsulaire,. L'écrivain Apulée prononce un discours devant lui, conservé dans un recueil Florida, un florilège de passages des discours d'Apulée en quatre livres.
Il a plusieurs enfants, dont Cocceius Honorinus, légat de la province d'Afrique sous l'autorité de son père.